# Musée Chiaramonti
Le musée Chiaramonti de Rome (en italien : Museo Chiaramonti) fait partie des musées du Vatican. Il se trouve dans la galerie qui relie le palais du Belvédère à l'ensemble des palais du Vatican. Il porte le nom de famille, Chiaramonti, du pape Pie VII, qui le fonde en 1807. Le Pape en confie l'organisation au sculpteur Antonio Canova, et il comprend trois galeries, de très grandes dimensions :
- la galerie Chiaramonti, où sont exposés de nombreux sculptures, frises et sarcophages
- la nouvelle aile, dite en italien Braccio Nuovo, perpendiculaire à la précédente, construite par les architectes Raffaele Stern (it) et Pasquale Belli, somptueusement aménagée, qui accueille des statues très célèbres, et que Pie VII inaugure en 1822
- la galerie des Lapidaires, qui contient plus de 3 000 pièces d'inscriptions, épigraphes et monuments, tel le monument funéraire du meunier, provenant d’Ostie, daté du Ier siècle[1]. Cette galerie, immense, et en prolongation de la galerie Chiaramonti, n'est pas accessible au public, mais peut être visitée par autorisation spéciale (notamment les chercheurs et spécialistes justifiant l'objet de leurs études).

## Histoire
Le musée marque une étape fondamentale dans l'histoire des collections vaticanes. En effet, à la suite du traité de Tolentino de 1797, l'État pontifical avait dû céder à la France de Napoléon les chefs-d'œuvre les plus importants du musée Pio-Clementino. A la chute de Napoléon Bonaparte et après le Congrès de Vienne en 1815, presque toutes les sculptures qui avaient été saisies furent restituées au Saint-Siège, notamment grâce à l'habileté diplomatique d'Antonio Canova, et surtout à la sage diplomatie du cardinal Consalvi, Cardinal secrétaire d'État servant à merveille le pape Pie VII. Par ailleurs, une vaste campagne d'acquisitions, menée auprès des antiquaires romains et des archéologues travaillant dans l'État pontifical, permit d'enrichir encore le musée à partir de 1806, et de nouveau après 1815.

## Bâtiment
La Galerie Chiaramonti est la partie la plus ancienne du musée, fondée en 1807, et exposant plus de 1 000 sculptures antiques, bustes, statues, urnes et sarcophages. Les décors à fresques de l'escalier d'accès ont été réalisés à l'antique. La nouvelle aile (Braccio Nuovo) a été achevée en 1822 et est typique de l'art néoclassique. Son sol richement décoré incorpore des mosaïques antiques. Cette galerie expose des œuvres aussi précieuses que célèbres, telles la statue d'Auguste ou celle du Doryphore.

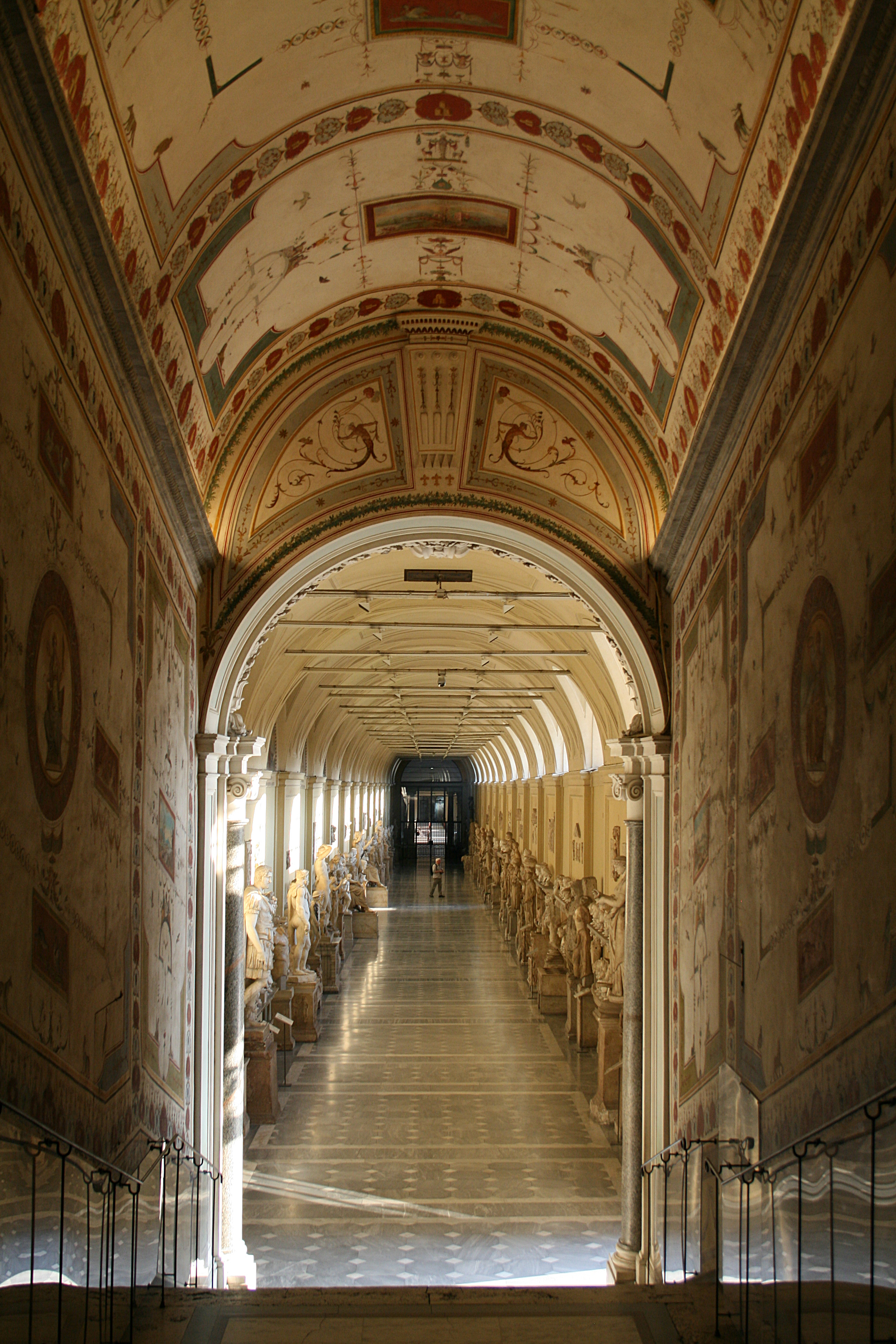
Galerie Chiaramonti
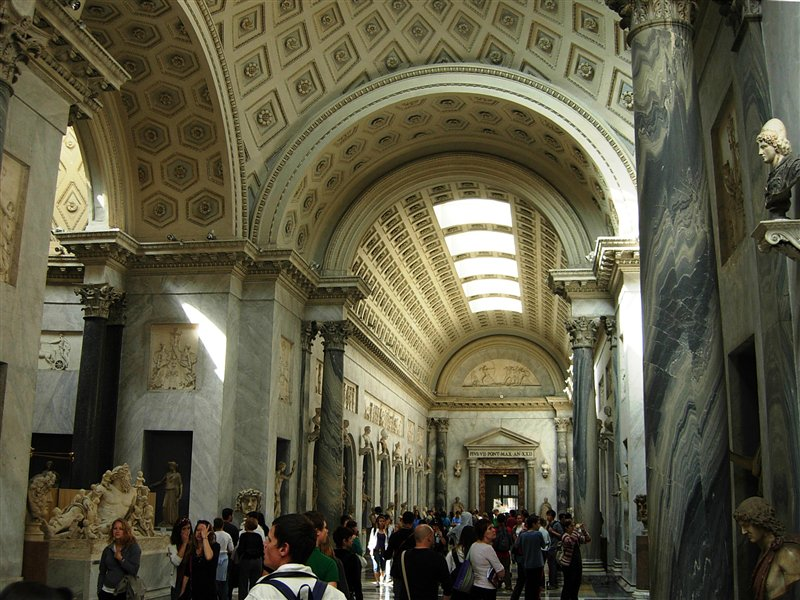
Le Braccio Nuovo, néoclassique
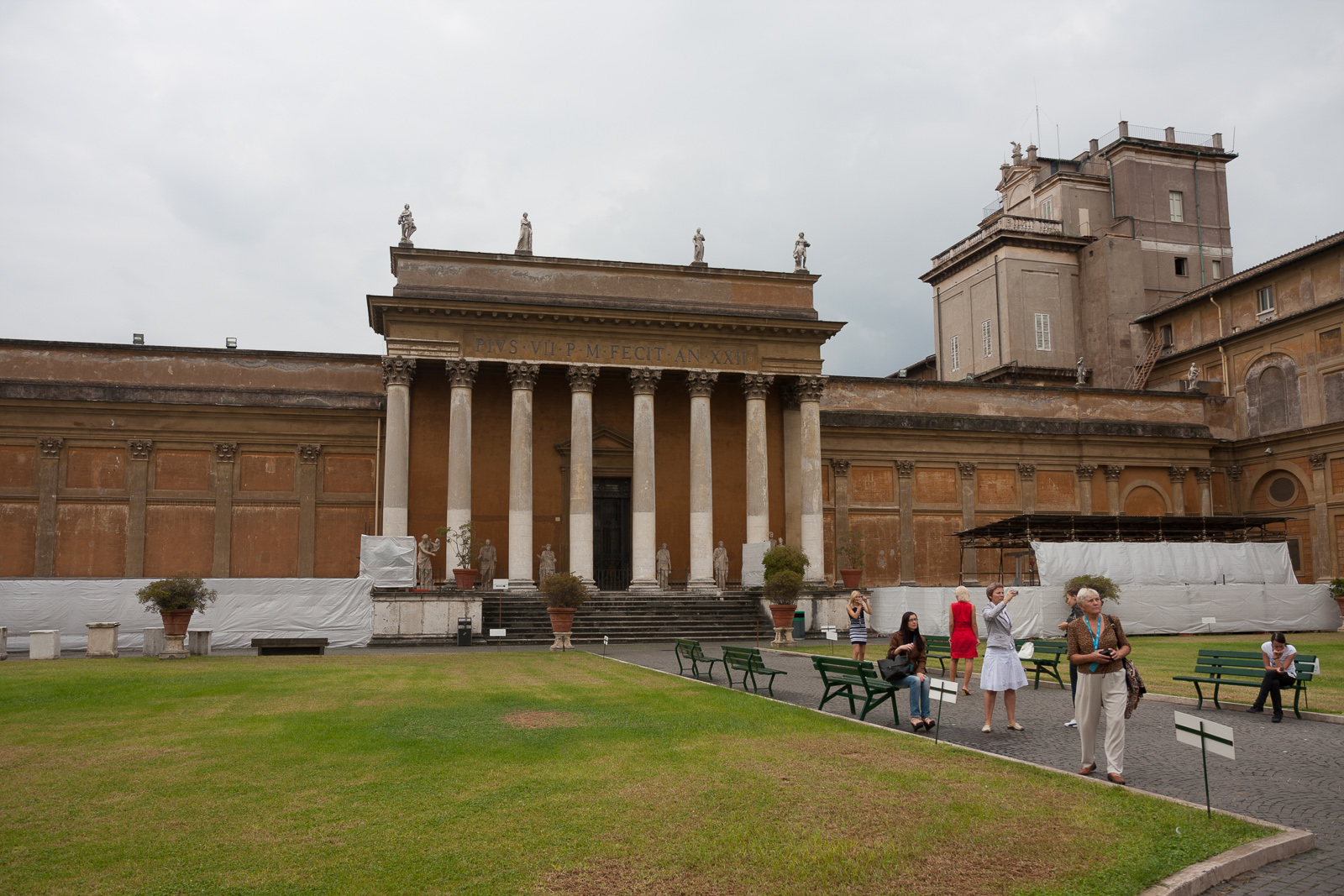
Nouvelle aile ("Braccio Nuovo") du musée
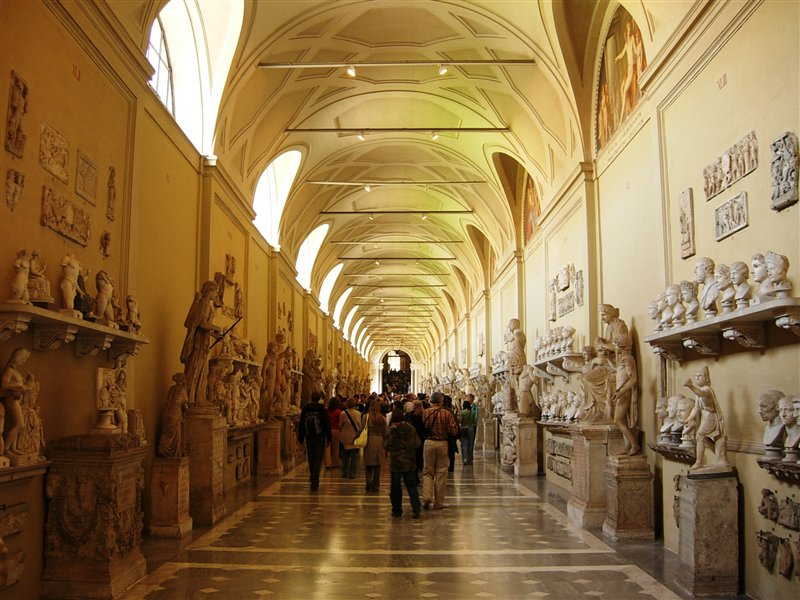
Galerie lapidaire
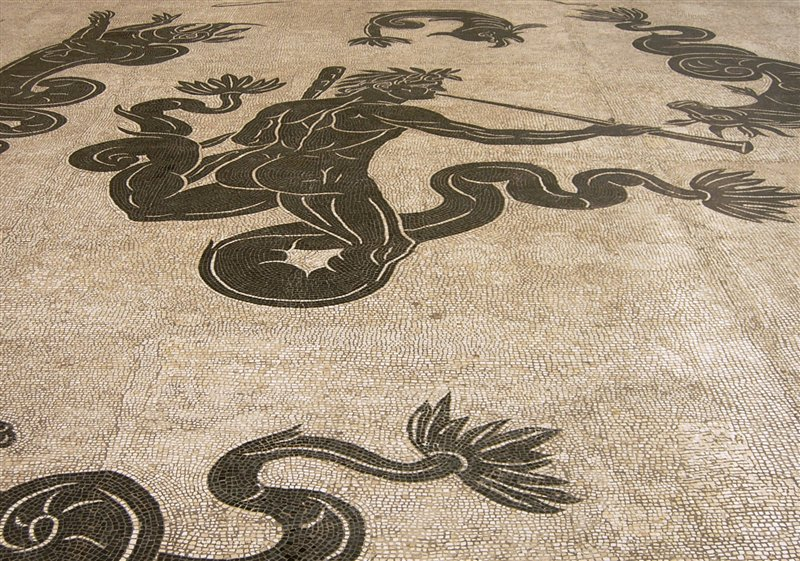
Sol en mosaïques
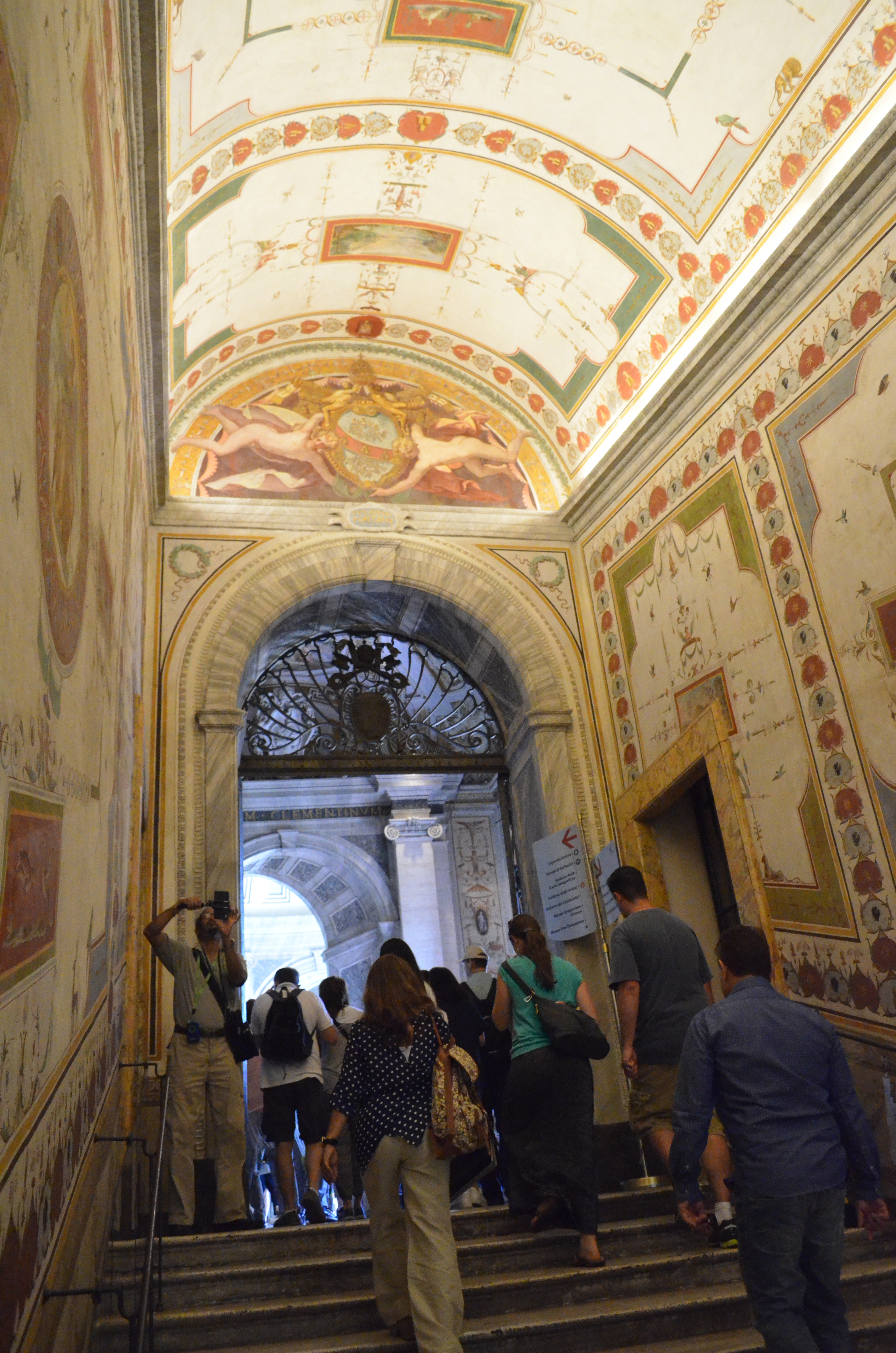
Fresques néoclassiques de l'escalier

## Œuvres
Le musée compte plus de 1 500 pièces de sculptures antiques et présente une des collections les plus riches du monde en portraits romains sculptés.

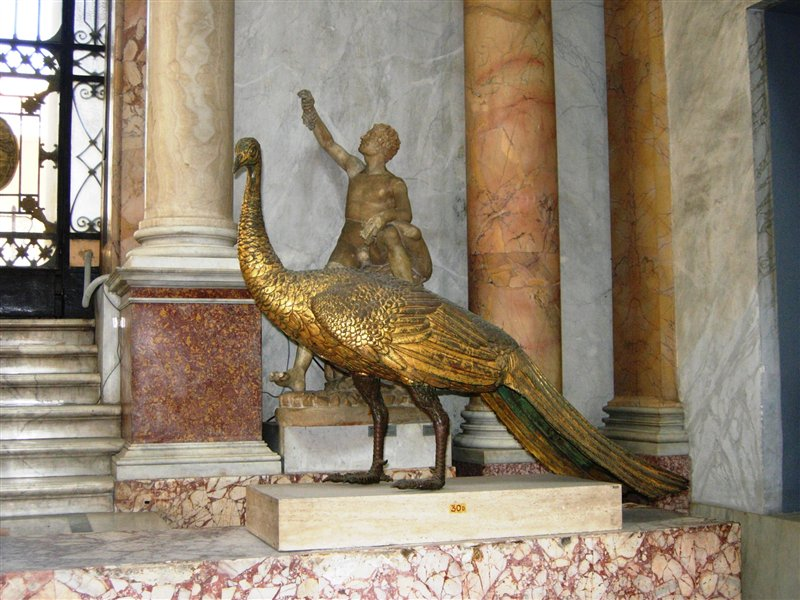
Paon antique en bronze, retrouvé dans le mausolée d'Hadrien
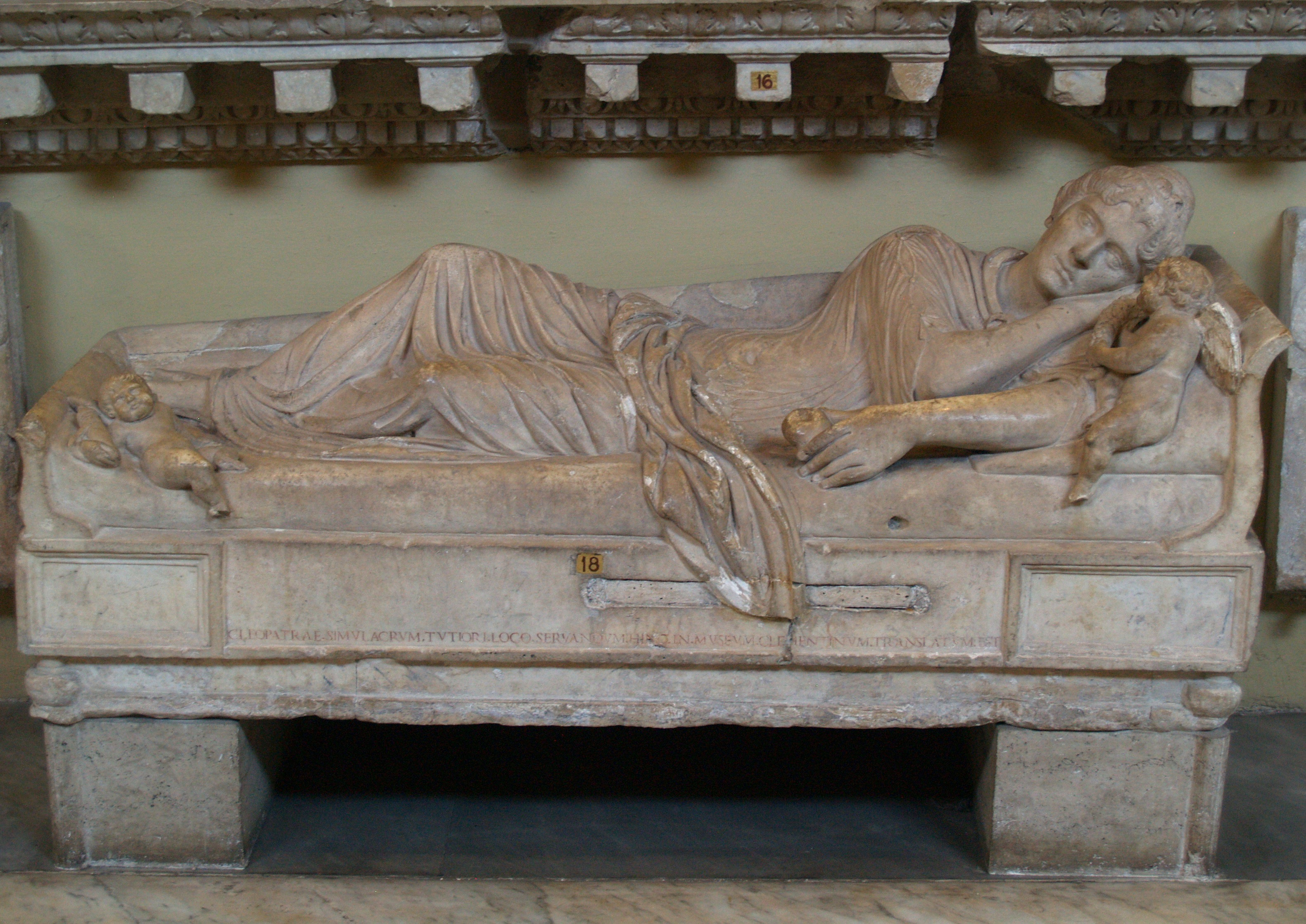
Sarcophage
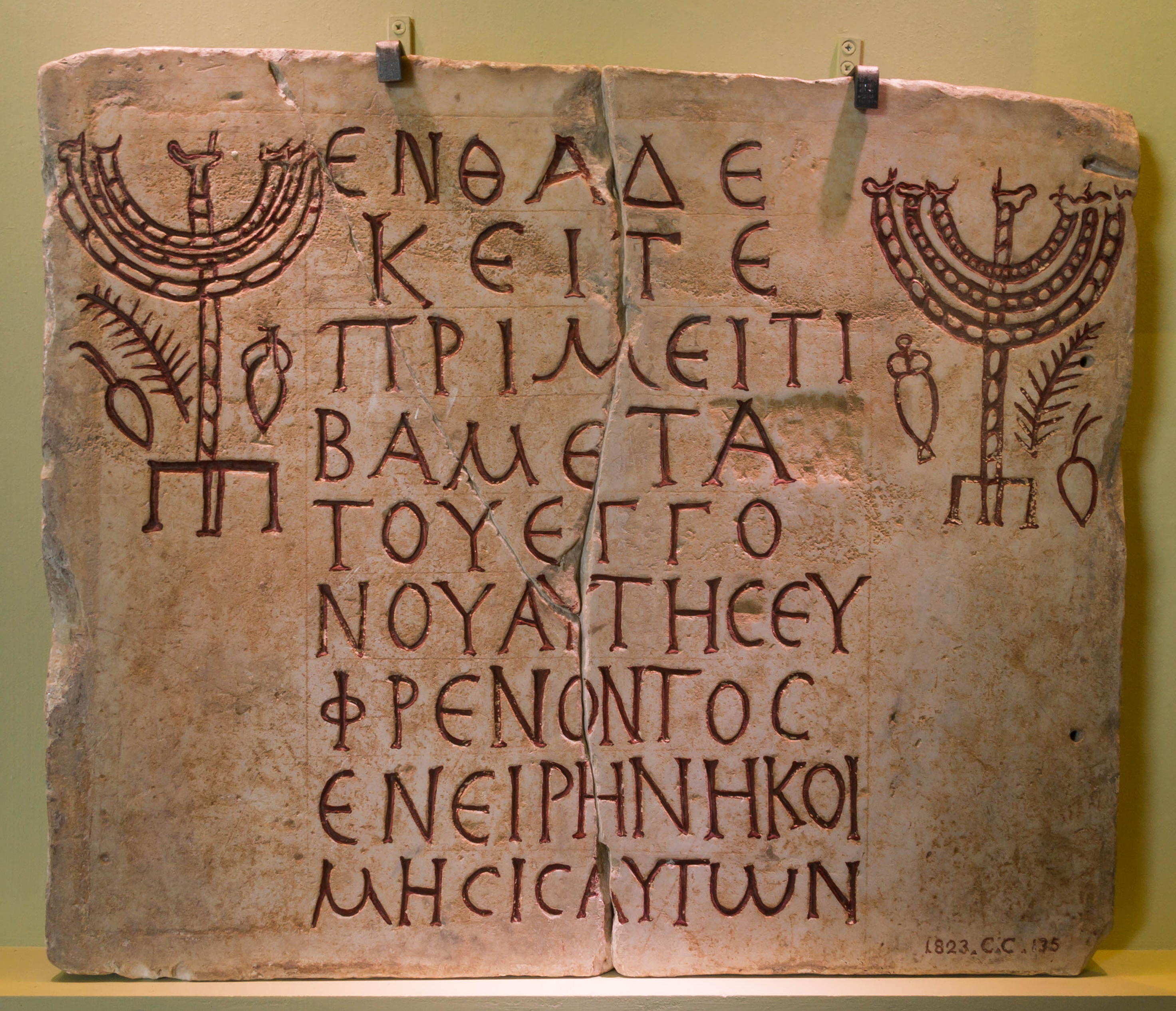
Plaque funéraire juive
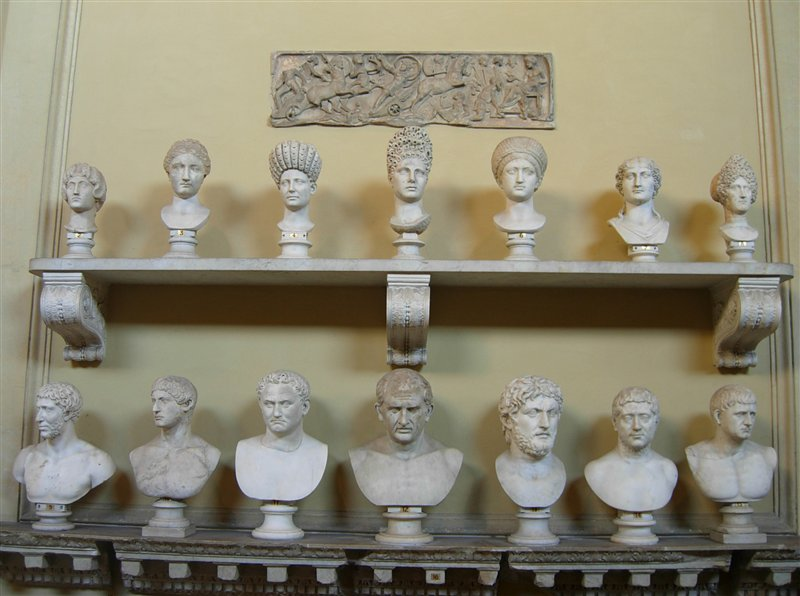
Bustes
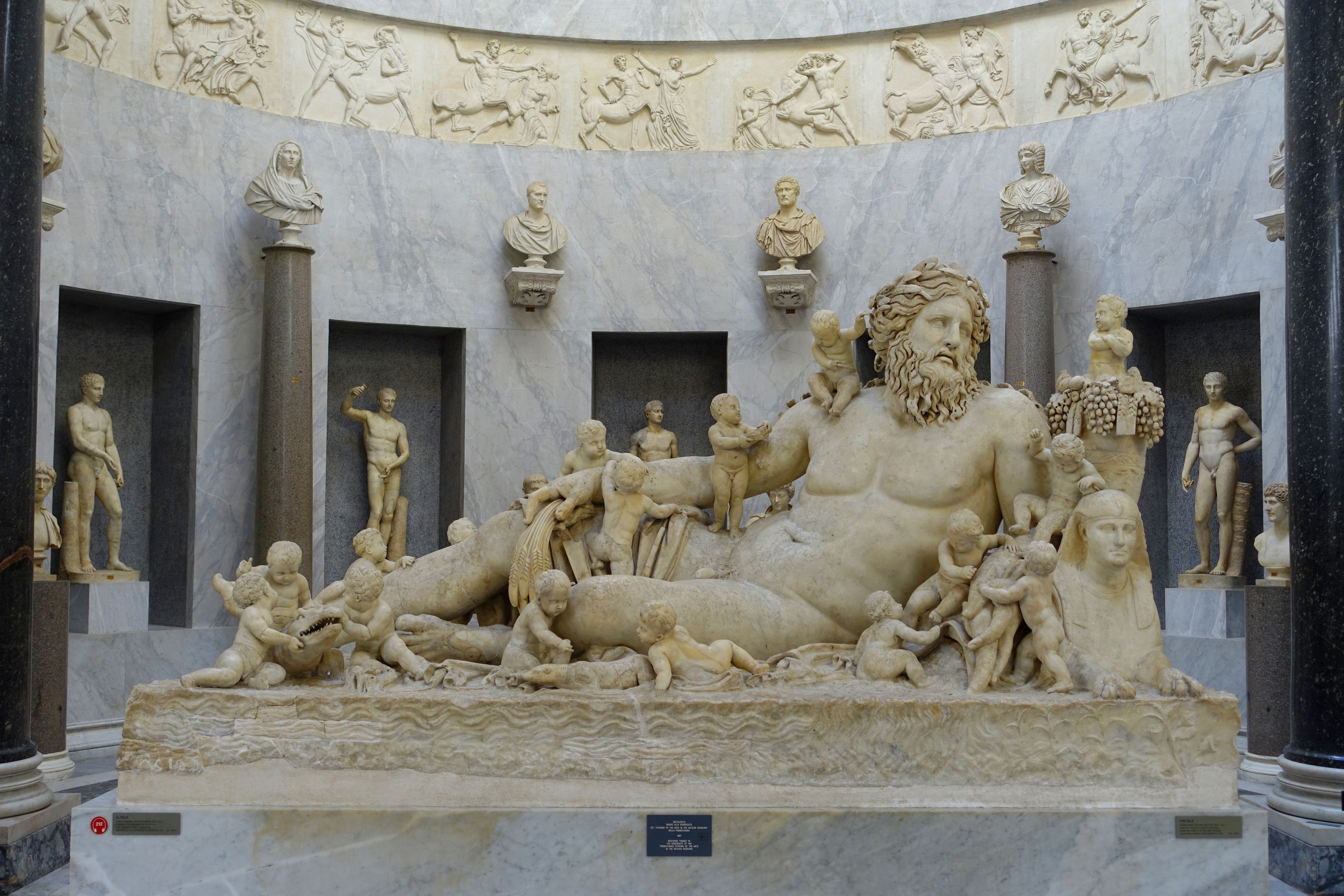
Le Nil

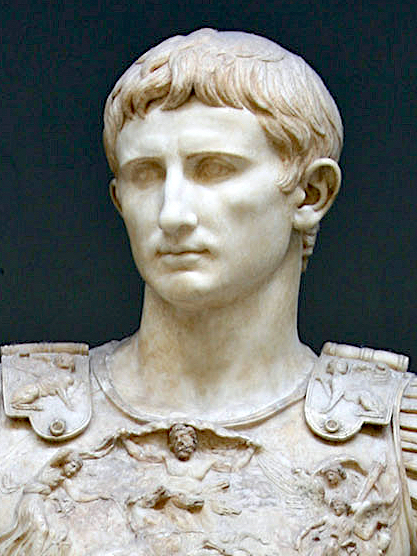
Statue d'Auguste
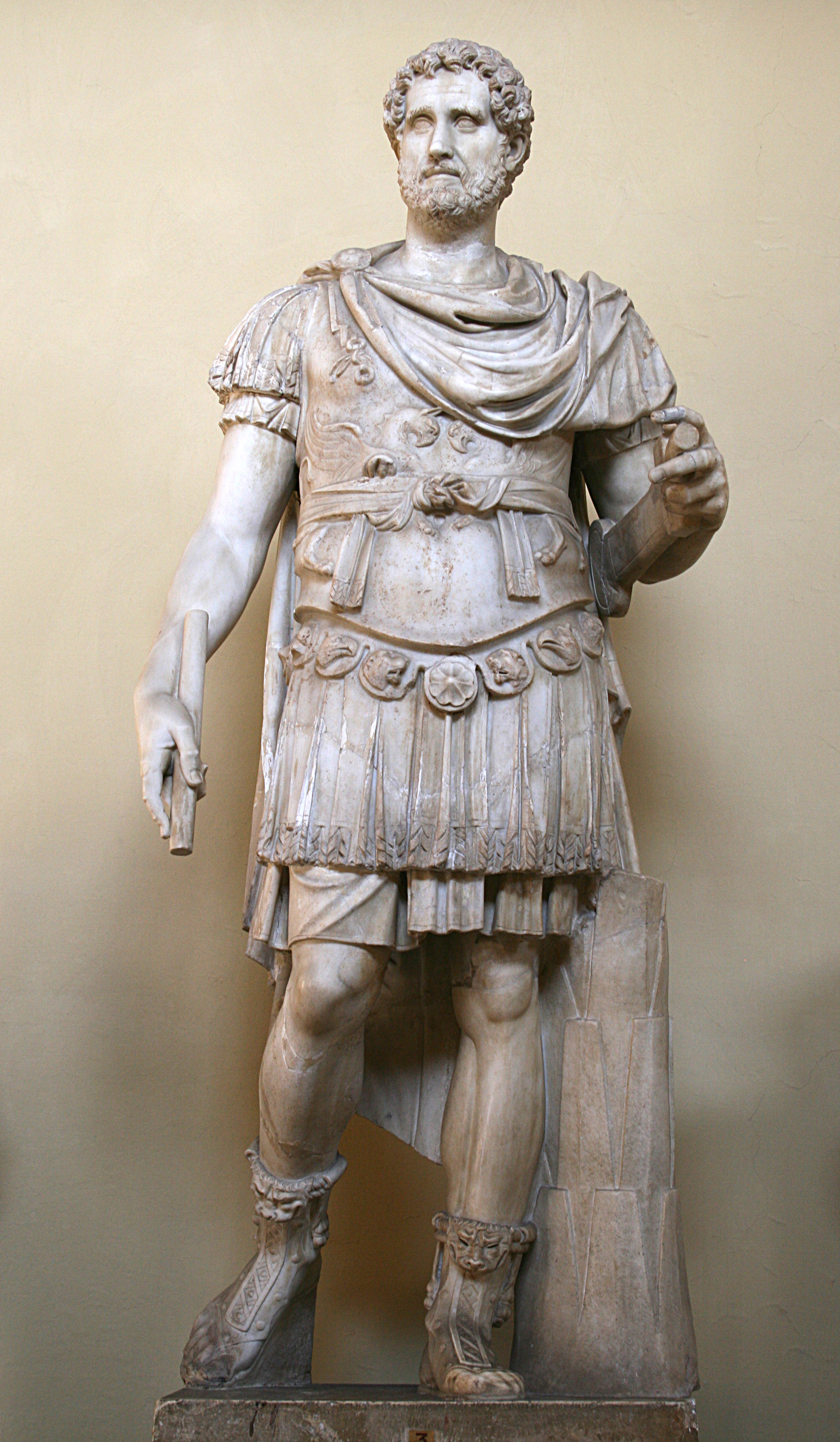
Statue d'Antonin le Pieux
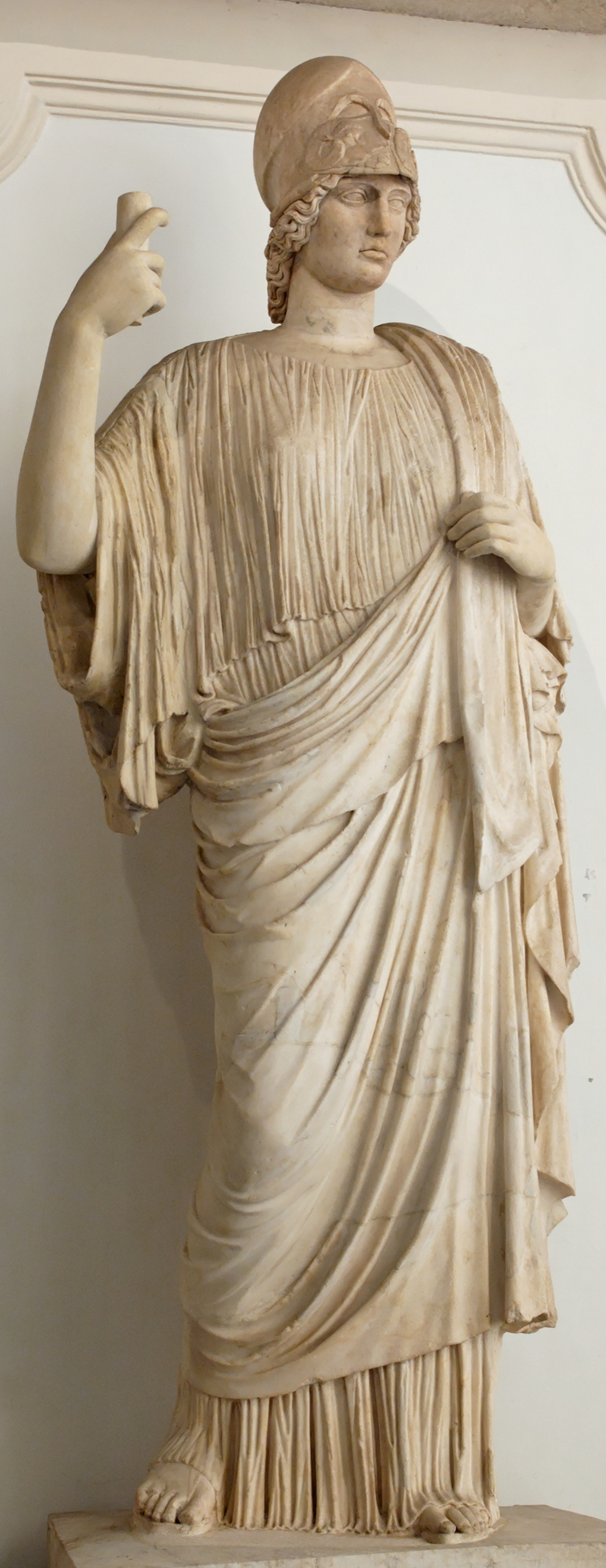
Athéna Giustiniani
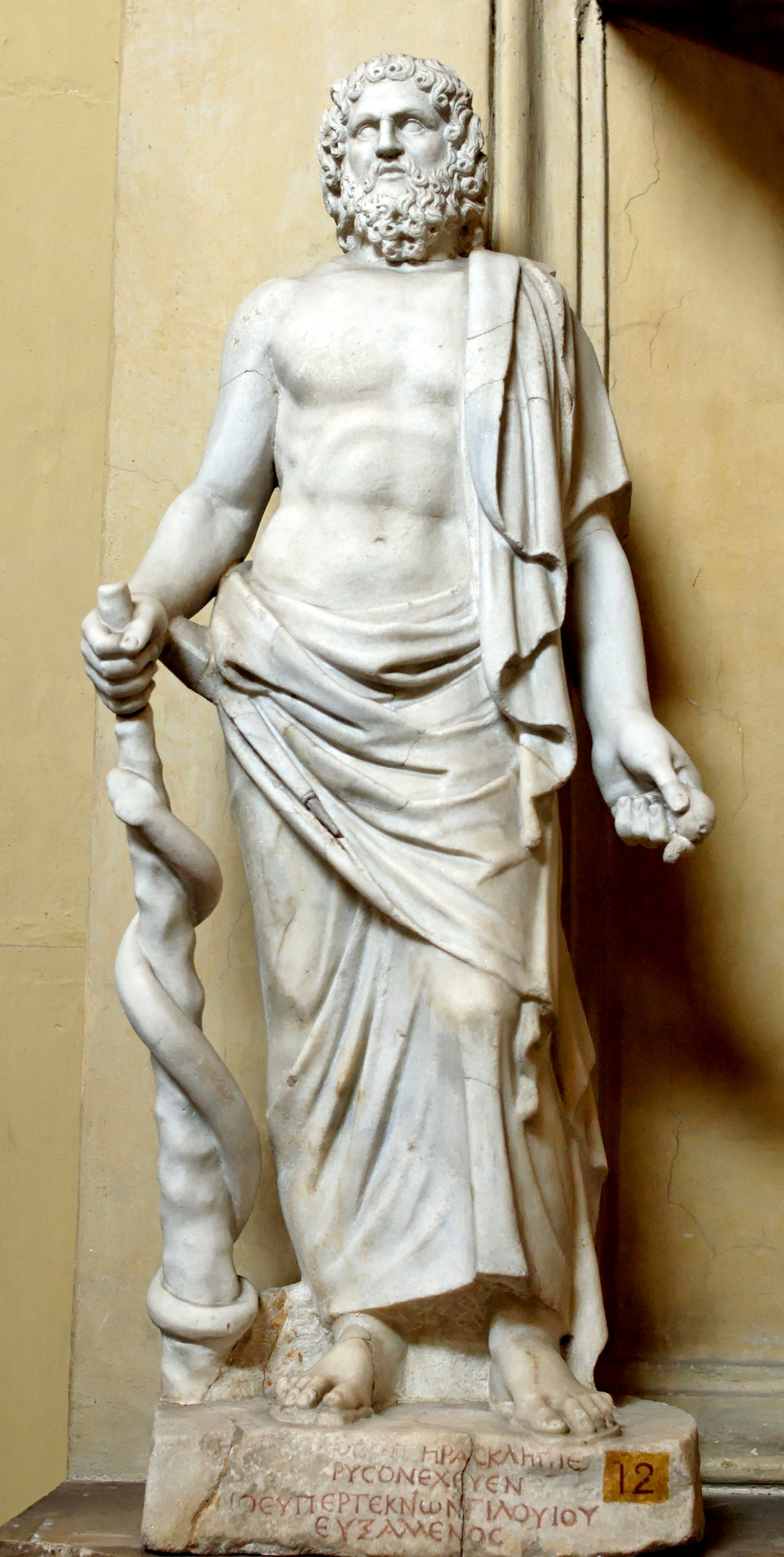
Asklepios
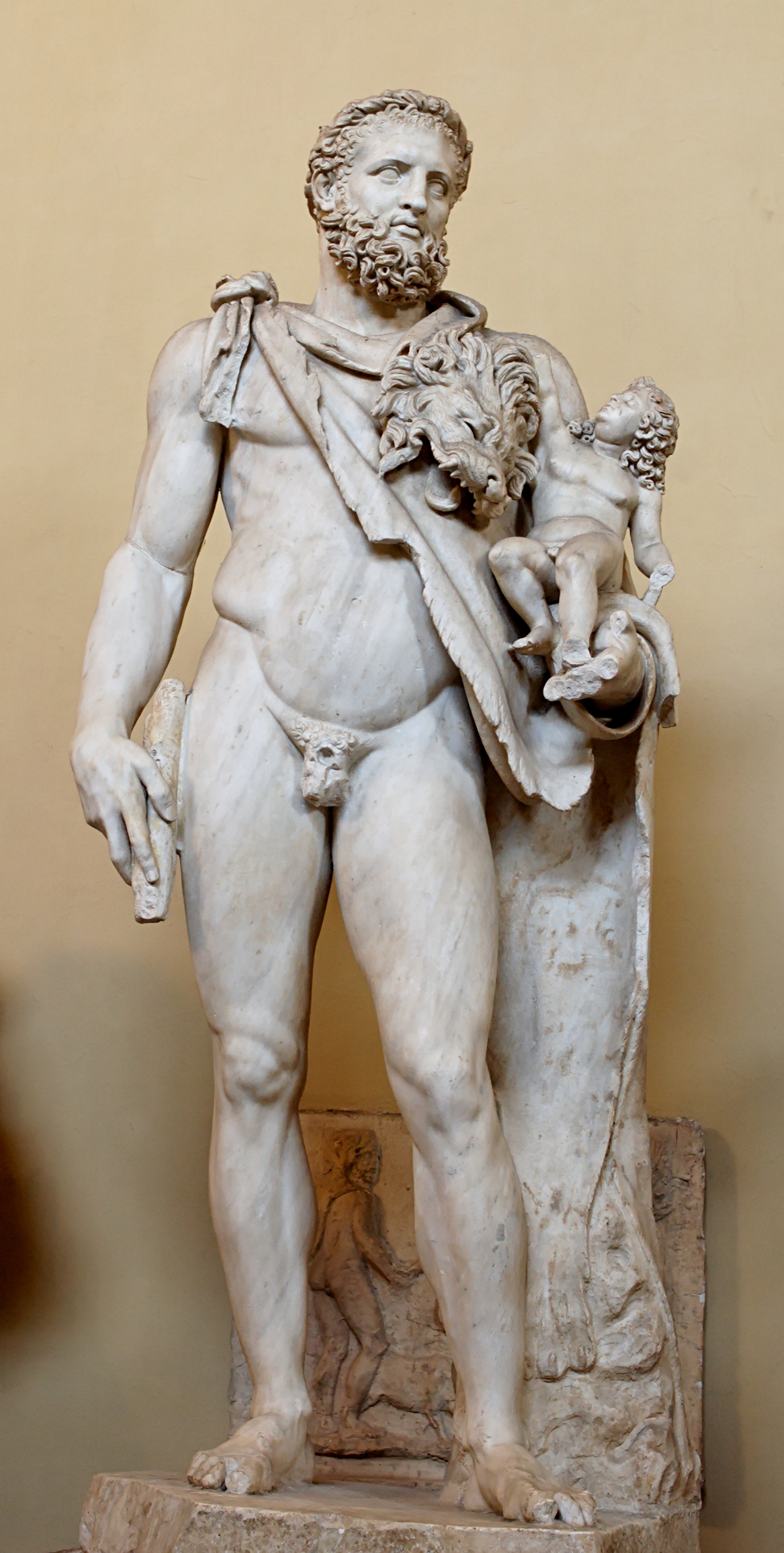
Herakles et le jeune Telephos
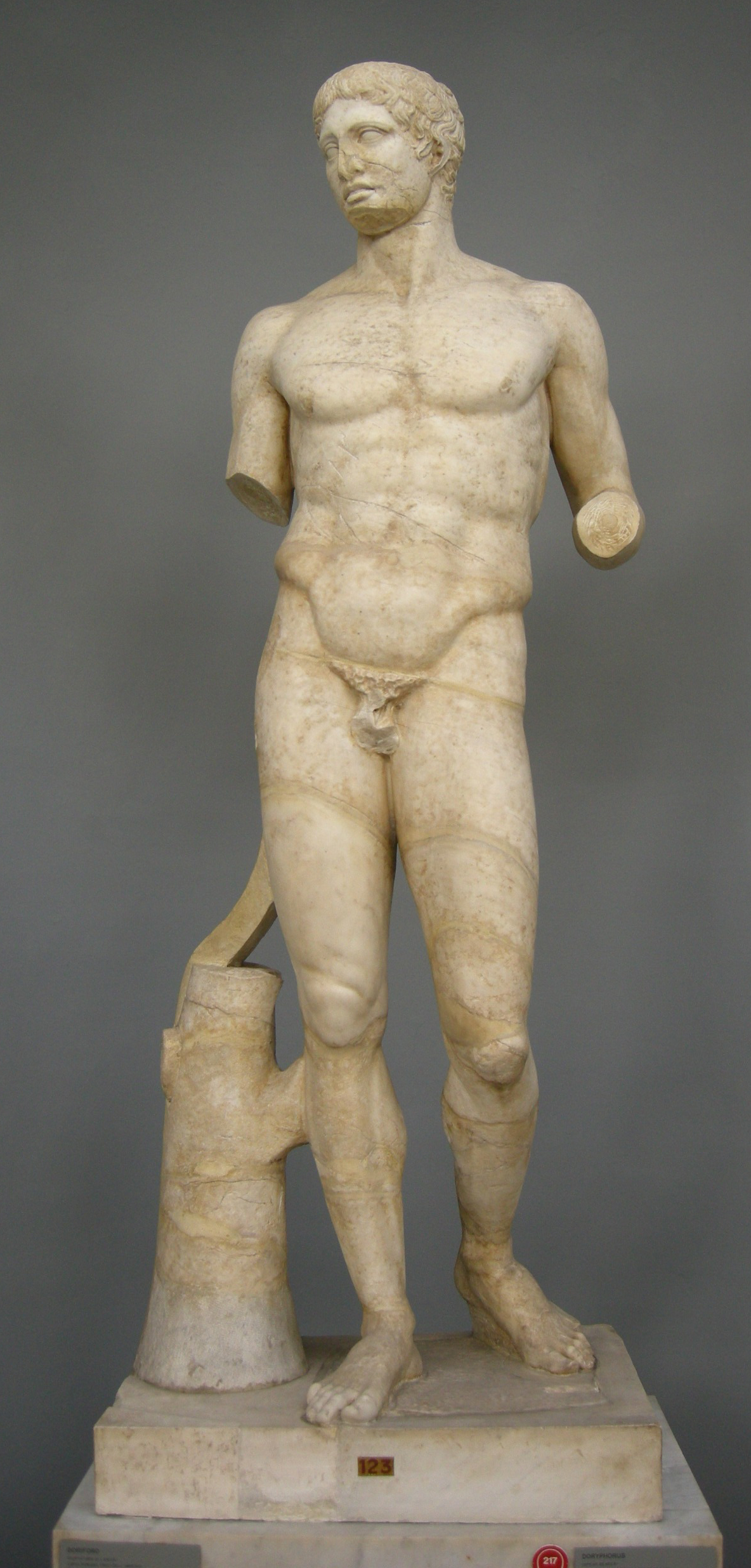
Doryphore, copie romaine d'un original grec
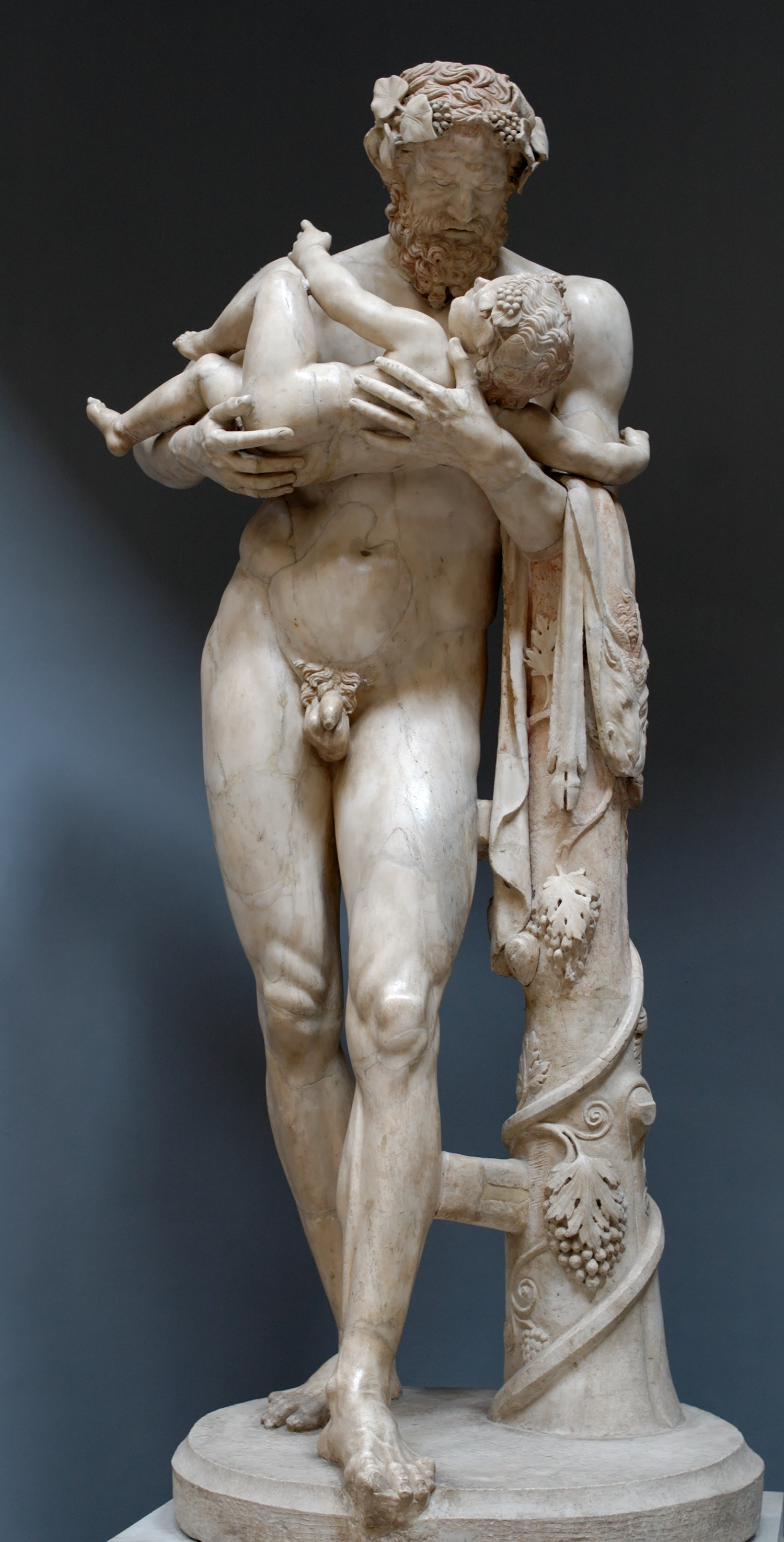
Silène avec Dionysos enfant
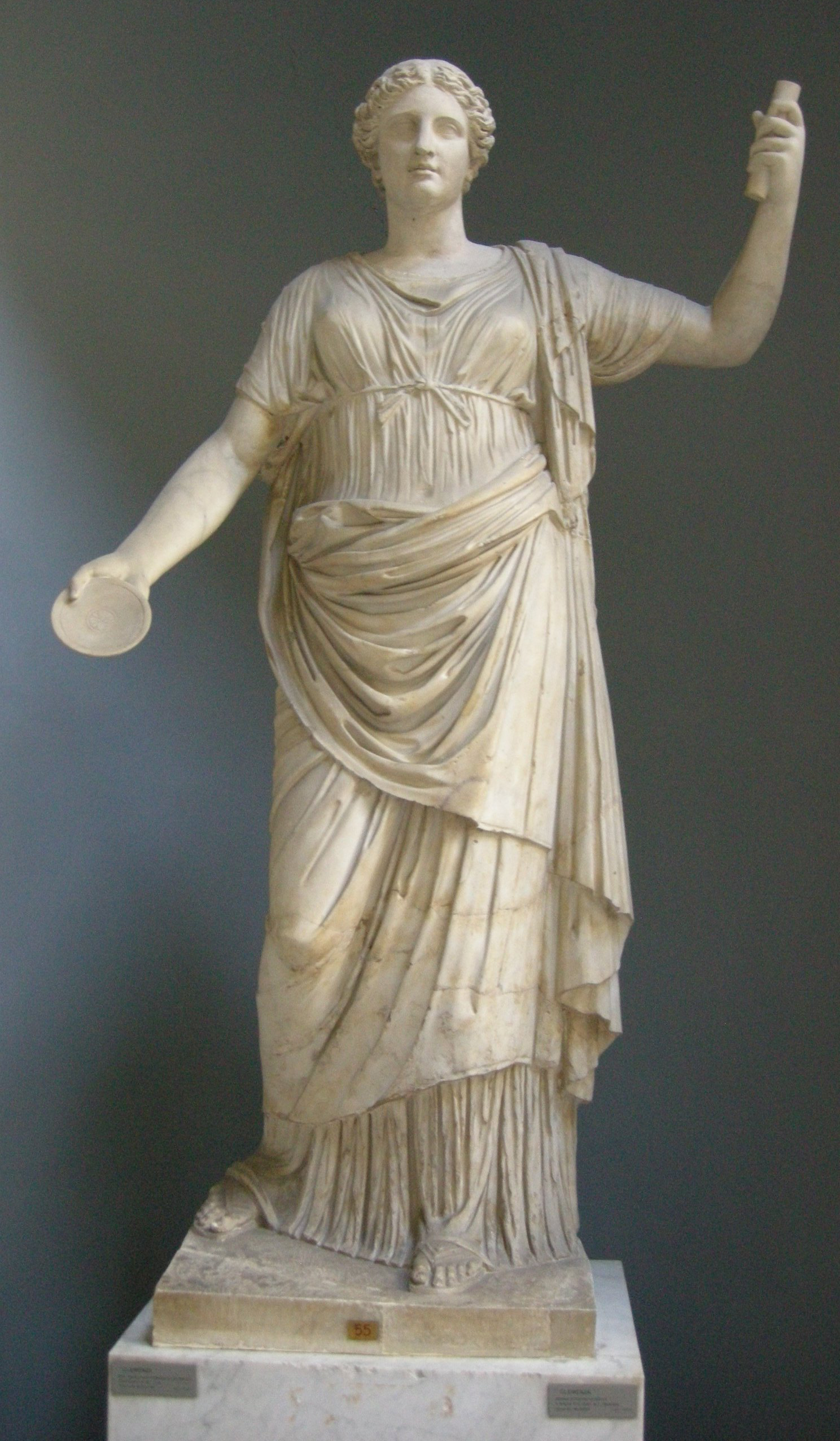
Clementia
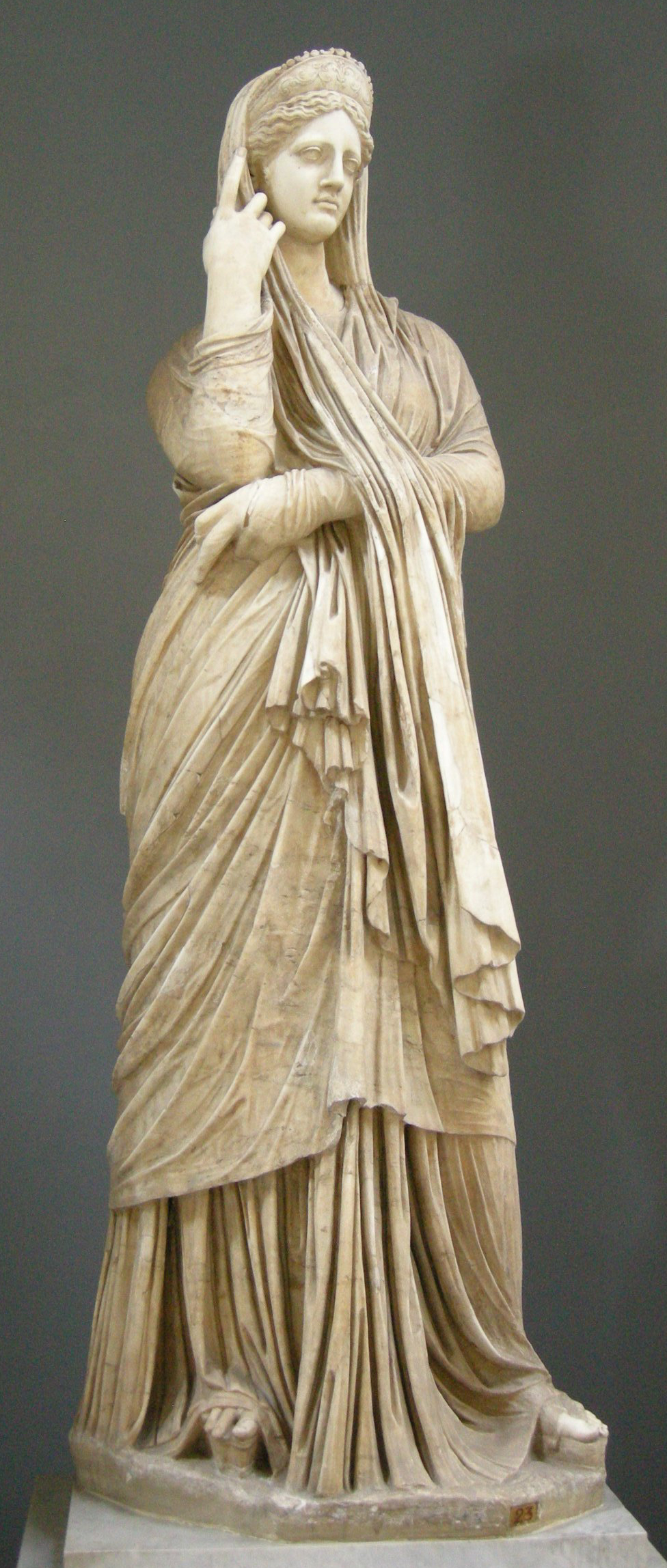
Pudicitia

## Source de la traduction
- (it) Cet article est partiellement ou en totalité issu de l’article de Wikipédia en italien intitulé « Museo Chiaramonti » (voir la liste des auteurs).